# 瓦西里·德罗兹坚科
瓦西里·伊万诺维奇·德罗兹坚科（俄語：Василий Иванович Дрозденко，1924年1月14日—1982年11月30日）是第聂伯罗彼得罗夫斯克市政委员会第一书记、苏共中央审计委员会成员、乌克兰共产党基辅地区委员会第一书记、苏联驻罗马尼亚特命全权大使。